# Continent australià
Austràlia o el continent australià és el subcontinent d'Oceania format exclusivament pel continent que domina l'estat d'Austràlia. De vegades també inclou les illes de Tasmània i Nova Guinea (totes tres es troben sobre la mateixa placa tectònica: la placa australiana).
El continent inclou una plataforma continental coberta per mars poc profunds que el divideixen en diverses masses terrestres: el mar d'Arafura i l'estret de Torres entre Austràlia continental i Nova Guinea, i l'estret de Bass entre Austràlia continental i Tasmània. Quan el nivell del mar va ser més baix durant l'edat glacial del Plistocè, inclòs l'últim màxim glacial cap al 18.000 aC, van estar connectats per terra seca. Durant els darrers 18.000 a 10.000 anys, l'augment del nivell del mar va desbordar les terres baixes i va separar el continent entre les terres continentals baixes i semiàrides actuals i les dues illes muntanyoses de Nova Guinea i Tasmània. La plataforma continental que connecta les illes, la meitat de la qual té menys de 50 m de profunditat, cobreix uns 2,5 milions de km² incloent la plataforma Sahul i l'estret de Bass.

## Terminologia

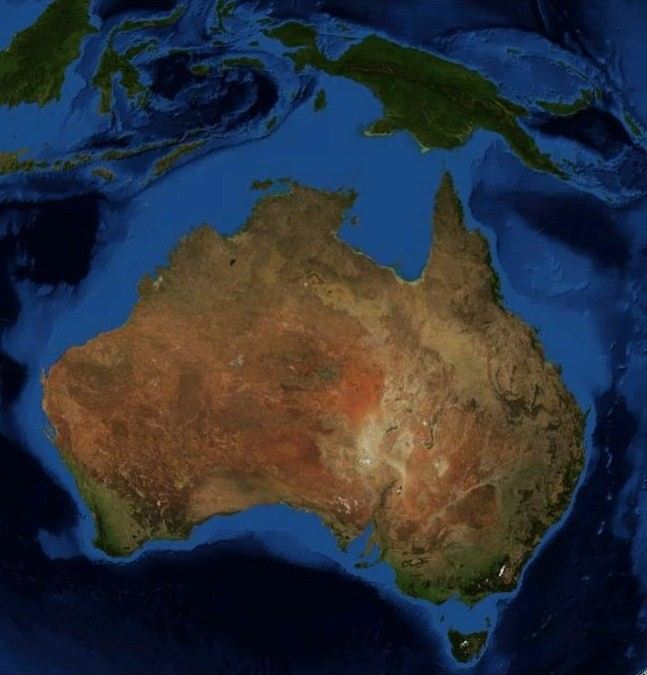
Austràlia continental que mostra la plataforma continental de Sahul (blau clar) que s'estén a les illes de Nova Guinea al nord, l'illa de Timor al nord-oest i Tasmània al sud.

El continent d'Austràlia de vegades es coneix amb els noms de Sahul, Australinea o Meganèsia per diferenciar-lo del país d'Austràlia, i està format per les masses terrestres que es troben a la placa continental d'Austràlia. Això inclou Austràlia continental, Tasmània i l'illa de Nova Guinea, que comprèn Papua Nova Guinea i Nova Guinea Occidental (Papua i Papua Occidental, províncies d’Indonèsia). El nom Sahul pren el seu nom de la plataforma Sahul, que forma part de la plataforma continental del continent australià.
El terme Oceania, originalment una gran divisió del món a la dècada de 1810, va ser substituït als països de llengua anglesa pel concepte d'Austràlia com un dels continents del món a la dècada del 1950. Abans de la dècada del 1950, abans de la popularització de la teoria de la tectònica de plaques, l'Antàrtida, Austràlia i Groenlàndia eren de vegades descrites com a continents insulars, però cap s'ensenyava com un dels continents del món als països de parla anglesa.

El cartògraf escocès John Bartholomew va escriure el 1873 que «el Nou Món consta d’Amèrica del Nord i la península d’Amèrica del Sud lligada a ella. Aquestes divisions generalment es parlen com a continents, i a elles se n'ha afegit una altra, que abraça els grans illa d'Austràlia i moltes altres a l'oceà Pacífic, sota el nom d'Oceania. Per tant, hi ha sis grans divisions de la terra: Europa, Àsia, Àfrica, Amèrica del Nord, Amèrica del Sud i Oceania».
L'autor estatunidenc Samuel Griswold Goodrich va escriure al seu llibre History of All Nations de 1854 que «els geògrafs han acordat considerar el món insular de l'oceà Pacífic com un tercer continent, sota el nom d'Oceania». En aquest llibre, els altres dos continents es van classificar com el Nou Món (constituït per Amèrica del Nord i Amèrica del Sud) i el Vell Món (constituït per Àfrica, Àsia i Europa). En el seu llibre de 1879 Australasia, el naturalista britànic Alfred Russel Wallace va comentar que «Oceania és la paraula que sovint utilitzen els geògrafs continentals per descriure el gran món d'illes en què estem entrant» i que «Austràlia n'és la característica central i més important». No va etiquetar explícitament Oceania com a continent al llibre, però va assenyalar que era una de les sis divisions principals del món. Va considerar que abastava la zona insular del Pacífic entre Àsia i Amèrica, i va afirmar que s'estenia fins a les Illes Aleutianes, que es troben entre les illes més septentrionals de l'oceà Pacífic. Tanmateix, les definicions d'Oceania van variar durant el segle xix. Al segle xix, molts geògrafs van dividir Oceania en subdivisions majoritàriament de base racial; Australàsia, Malàisia (que abasta l'arxipèlag malai), Melanèsia, Micronèsia i Polinèsia.
La terminologia arqueològica d'aquesta regió ha canviat repetidament. Abans de la dècada del 1970, la massa terrestre única del Plistocè s'anomenava Australàsia, derivat del llatí australis, que significa sud, encara que aquesta paraula s'utilitza més sovint per a una regió més àmplia que inclou terres com Nova Zelanda que no es troben a la mateixa plataforma continental. A principis de la dècada del 1970, es va introduir el terme Gran Austràlia per al continent del Plistocè. Aleshores, en una conferència de 1975 i la consegüent publicació, el nom Sahul es va estendre des del seu ús anterior només per a la plataforma Sahul per cobrir el continent.
L'any 1984 W. Filewood va suggerir el nom Meganèsia, que significa gran illa o gran grup d'illes, tant per al continent del Plistocè com per a les terres actuals, i aquest nom ha estat àmpliament acceptat pels biòlegs. Altres han utilitzat Meganèsia amb diferents significats: l'escriptor de viatges Paul Theroux va incloure Nova Zelanda en la seva definició i altres l'han utilitzat per a Austràlia, Nova Zelanda i Hawaii. Un altre biòleg, Richard Dawkins, va encunyar el nom Australinea el 2004. També s'ha utilitzat Austràlia-Nova Guinea.
Avui en dia, l'arxipèlag malai es considera normalment part del sud-est asiàtic, i el terme Oceania s'utilitza sovint per designar la regió que engloba el continent australià, Zelàndia i diverses illes de l'oceà Pacífic que no estan incloses en el model dels set continents. Ha estat reconeguda per les Nacions Unides com una de les cinc grans divisions continentals del món des de la seva fundació el 1947, juntament amb Àfrica, Àsia, Europa i Amèrica. La definició d'Oceania de l'ONU utilitza quatre de les cinc subregions del segle xix; Australàsia, Melanèsia, Micronèsia i Polinèsia. Inclouen Geografia d'Oceania, Austràlia i els seus territoris externs, Illes Cook, Estats Federats de Micronèsia, Polinèsia Francesa, Fiji, Guam, Kiribati, Illes Marshall, Nauru, Nova Caledònia, Nova Zelanda, Niue, Illes Mariannes Septentrionals, Palau., Papua Nova Guinea, illes Pitcairn, Samoa, illes Salomó, Tokelau, Tonga, Tuvalu, Vanuatu, Wallis i Futuna i les illes perifèriques menors dels Estats Units (illa Baker, illa Howland, illa Jarvis, atol de Midway, atol de Palmyra i Illa Wake). La definició original de l'ONU d'Oceania de 1947 incloïa aquests mateixos països i territoris semiindependents, que en aquell moment eren majoritàriament colònies.
Els estats insulars d’Indonèsia, Japó, Filipines, Singapur i Taiwan, tots situats dins dels límits del Pacífic o dels març marginals associats, queden exclosos de la definició de l'ONU. Els estats de Hong Kong i Malàisia, situats tant a l'Àsia continental com als març marginals del Pacífic, també estan exclosos, així com la nació de Brunei, que comparteix l'illa de Borneo amb Indonèsia i Malàisia. També s'exclouen Timor Oriental i la Nova Guinea indonèsia/Nova Guinea Occidental, àrees que s'associen biogeogràficament o geològicament a la massa continental australiana. Aquesta definició d'Oceania s'utilitza en informes estadístics, pel Comitè Olímpic Internacional i per molts atles. The World Factbook també classifica Oceania o l'àrea del Pacífic com una de les principals divisions continentals del món, però utilitza el terme Austràlia i Oceania per referir-se a la zona. La seva definició no inclou el territori extern subantàrtic d'Austràlia, les Illes Heard i McDonald, però d'altra banda és la mateixa que la definició de l'ONU, i també s'utilitza amb finalitats estadístiques.
En països com Argentina, Brasil, Xina, Xile, Costa Rica, Equador, França, Grècia, Itàlia, Itàlia, Mèxic Països Baixos, Perú, Espanya, Suïssa o Veneçuela, Oceania és tractada com un continent en el sentit que és una de les parts del món, i Austràlia només és vista com una nació insular. En altres països, com ara Kazakhstan, Noruega, Polònia i Rússia, Austràlia i Euràsia es consideren continents, mentre que Àsia, Europa i Oceania es consideren parts del món. Al manual de l'oceà Pacífic (1945), l'autor Eliot Grinnell Mears va escriure que va classificar Austràlia, Nova Zelanda i les illes del Pacífic sota l'etiqueta d'Oceania per «raons científiques; la fauna d'Austràlia és en gran part continental, la de Nova Zelanda és clarament insular; i tampoc la Commonwealth té estrets vincles amb Àsia». Va afegir, a més, que «el terme Australàsia no és apreciat pels neozelandesos i aquest nom es confon massa sovint amb Austràlia». Algunes definicions d'Oceania del segle xix agrupaven Austràlia, Nova Zelanda i les illes de Melanèsia sota l'etiqueta d’Australàsia, en altres definicions d'Oceania del segle xix, el terme només s'utilitzava per referir-se a la mateixa Austràlia, amb Nova Zelanda categoritzada. amb les illes de la Polinèsia en aquestes definicions.

## Geografia
El continent pròpiament dit constitueix una gran illa entre l'oceà Índic (a l'oest i al sud), els mars de Timor i Arafura (al nord), els mars del Corall i de Tasmània (a l'est). Aquest últim mar la separa de Nova Zelanda, l'estret de Torres la separa de Nova Guinea al nord, i l'estret de Bass la separa de Tasmània al sud. Austràlia està ubicada entre els oceans Índic i Pacífic.
El continent australià no inclou la resta de les illes de l'entorn del continent o les illes del mar Pacífic. Aquestes illes formen la resta de la regió del món anomenada Oceania. En altres llengües, com ara l'anglès, el continent australià és gairebé sinònim d'Oceania i, per tant, inclou Nova Zelanda i altres illes oceàniques.
L'emblemàtica muntanya Uluru (Ayers Rock) se situa prop del seu centre geogràfic. S'hi troben unes pintures rupestres dels nadius antics de l'illa. També s'hi pot trobar l'òpera de Sydney, el seu port amb magnífiques vistes a l'oceà Pacífic o la Gran Barrera de Corall.

## Geologia

El continent Sahul

El continent australià, formant part de la placa indoaustraliana (més concretament, la placa australiana), és la massa terrestre més baixa, plana i antiga de la Terra i ha tingut una història geològica relativament estable. Nova Zelanda no forma part del continent d'Austràlia, sinó del continent separat i submergit de Zealandia. Nova Zelanda i Austràlia formen part de la subregió d'Oceà coneguda com a Australàsia, amb Nova Guinea a Melanèsia.
El continent inclou una plataforma continental coberta per març poc profunds que el divideixen en diverses masses terrestres: el mar d'Arafura i l'estret de Torres entre Austràlia continental i Nova Guinea, i l'estret de Bass entre Austràlia continental i Tasmània. Quan el nivell del mar va ser més baix durant l'edat glacial del Plistocè, inclòs l'últim màxim glacial cap al 18.000 aC, van estar connectats per terra seca. Durant els darrers 18.000 a 10.000 anys, l'augment del nivell del mar va desbordar les terres baixes i va separar el continent entre les terres continentals baixes i semiàrides actuals i les dues illes muntanyoses de Nova Guinea i Tasmània. La plataforma continental que connecta les illes, la meitat de la qual té menys de 50 m de profunditat, cobreix uns 2.500.000 km², incloent-hi la plataforma Sahul i l'estret de Bass.
Forces geològiques com l'elevació tectònica de les serralades o els enfrontaments entre plaques tectòniques es van produir principalment a la història primerenca d'Austràlia, quan encara formava part de Gondwana. Austràlia està situada al mig de la placa tectònica i, per tant, actualment no té vulcanisme actiu.

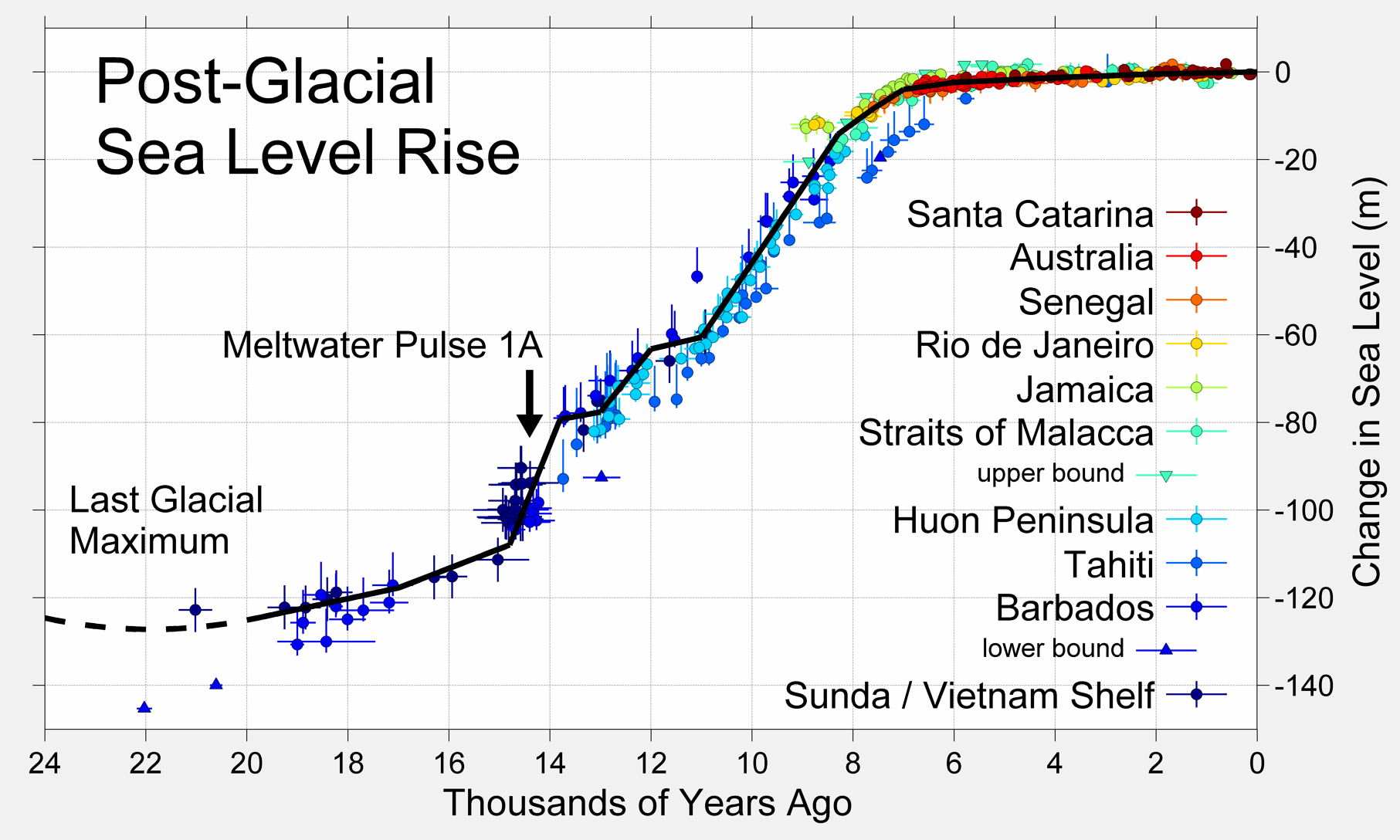
Pujada del nivell del mar des de l'últim màxim glacial.

El continent es troba principalment a la placa indoaustraliana. A causa de la seva ubicació central a la seva placa tectònica, Austràlia no té cap regió volcànica activa, l'únic continent amb aquesta distinció. Les terres es van unir amb l'Antàrtida com a part del supercontinent sud Gondwana fins que la placa va començar a derivar cap al nord fa uns 96 milions d'anys. Durant la major part del temps des de llavors, Austràlia-Nova Guinea va romandre una massa terrestre contínua. Quan l'últim període glacial va acabar cap a l'any 10.000 aC, l'augment del nivell del mar va formar l'estret de Bass, separant Tasmània del continent. Després, entre el 8.000 i el 6.500 aC, les terres baixes del nord van ser inundades pel mar, separant les illes Aru, Austràlia continental, Nova Guinea i Tasmània.
Un arc del nord format per les Terres altes de Nova Guinea, les illes Raja Ampat i Halmahera va ser aixecat per la migració cap al nord d'Austràlia i la subducció de la placa del Pacífic. L’Arc de la Banda Exterior es va acumular al llarg de la vora nord-oest del continent; inclou les illes de Timor, Tanimbar i Seram. Papua Nova Guinea té uns quants volcans, ja que està situat al llarg de l'anell de foc del Pacífic. Les erupcions volcàniques no són rares, i la zona és propensa a terratrèmols i tsunamis per això. El mont Wilhelm a Papua Nova Guinea és la segona muntanya més alta del continent, i amb 4.884 m sobre el nivell del mar, Puncak Jaya és la muntanya més alta.

## Història

### Prehistòria
Els primers pobladors d'Austràlia, Nova Guinea i les grans illes situades a l'est van ser Homo sapiens sapiens procedents del sud-est asiàtic fa entre 50.000, quan l'Home de Neandertal encara vivia a Europa. Els aborígens australians tenen l'origen en els africans que van migrar a Àsia i posteriorment a l'illa oceànica fa més de 40.000 anys, com acrediten els esquelets trobats al llac Mungo,

### Primeres migracions
El continent australià i la Sonda van ser punts de les primeres migracions humanes després de deixar Àfrica. Investigacions recents apunten a una migració planificada de centenars de persones utilitzant basses de bambú, que finalment van aterrar a Sahul.

### Pobles indígenes

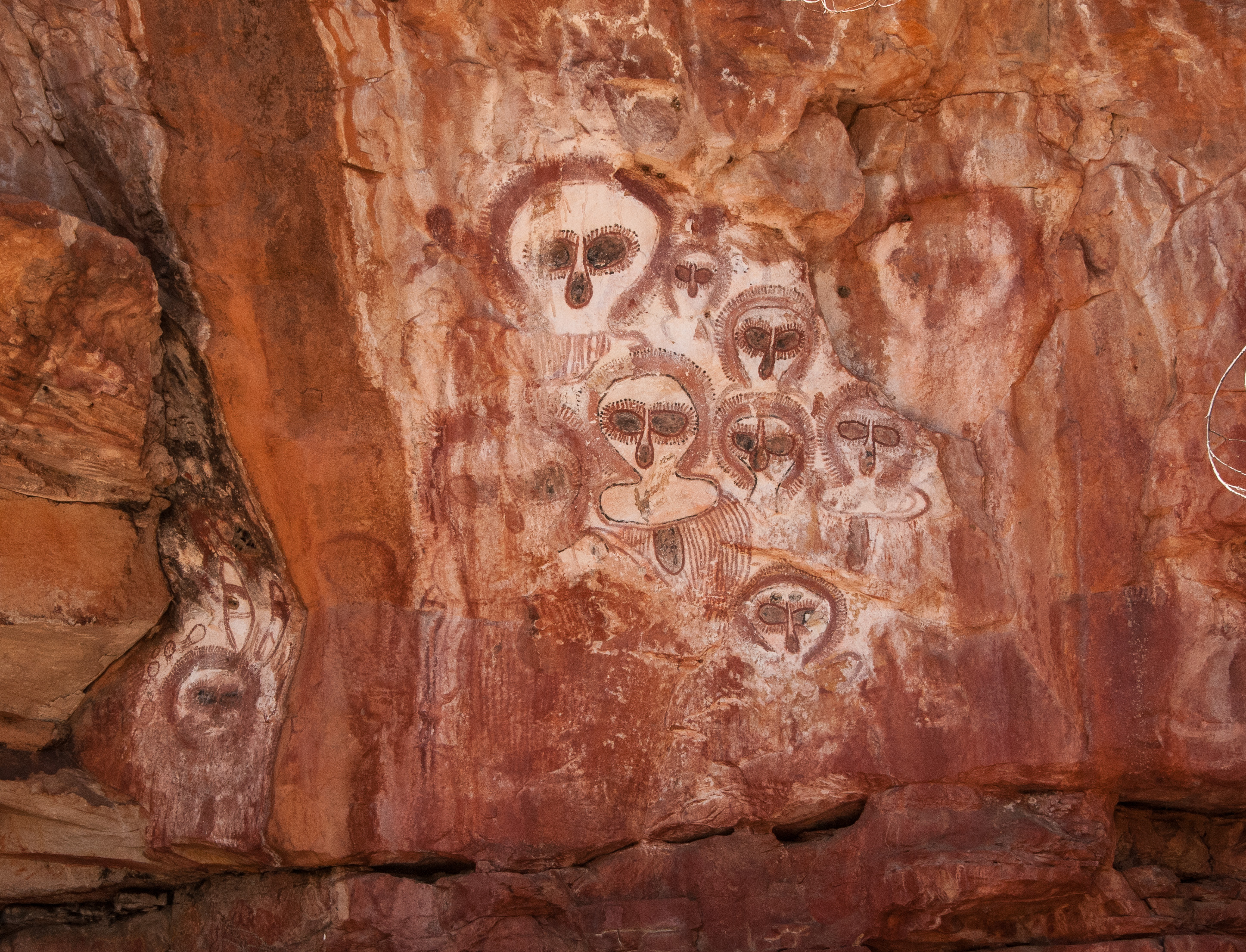
Pictografies aborígens conegudes com Wandjina al congost de Wunnumurra, riu Barnett, Kimberley, Austràlia Occidental

Els indígenes australians, és a dir, els aborígens australians i els illencs de l'estret de Torres, són els habitants originals del continent australià i de les illes properes. Van migrar d'Àfrica a Àsia fa uns 70.000 anys i van arribar a Austràlia fa almenys 50.000 anys, basant-se en proves arqueològiques. Les investigacions més recents apunten a una arribada anterior, possiblement fa 65.000 anys.
Es creu que es troben entre les primeres migracions humanes fora d’Àfrica. Hi ha proves d'intercanvi genètic i lingüístic entre els australians de l'extrem nord i els pobles austronesis de l'actual Nova Guinea i les illes, però això pot ser el resultat del comerç i els matrimonis mixts recents. Les primeres restes humanes conegudes es van trobar al llac Mungo, un llac sec al sud-oest de Nova Gal·les del Sud. Les restes trobades a Mungo suggereixen una de les cremacions més antigues conegudes del món, indicant així les primeres proves del ritual religiós entre els humans. El temps dels somnis continua sent una característica destacada de l'art aborigen australià, la tradició artística més antiga del món.
S'estima que l'habitatge papú va començar fa entre 42.000 i 48.000 anys a Nova Guinea. El comerç entre Nova Guinea i les illes veïnes d'Indonèsia es va documentar ja al segle VII, i el domini arxipèlag de Nova Guinea al XIII. A principis del segle VII, l'Imperi de Srivijaya, amb seu a Sumatra (segles VII-XIII) es va comprometre en relacions comercials amb l'oest de Nova Guinea, inicialment prenent articles com el sàndal i els ocells del paradís en homenatge a la Xina, però més tard va fer esclaus fora dels nadius. El domini de l'Imperi de Majapahit basat en Java (1293–1527) es va estendre als marges occidentals de Nova Guinea. Investigacions arqueològiques recents suggereixen que fa 50.000 anys la gent podria haver ocupat llocs a les terres altes a altituds de Nova Guinea de fins a 2000 m, en lloc de restringir-se a les zones costaneres més càlides.

### Història precolonial

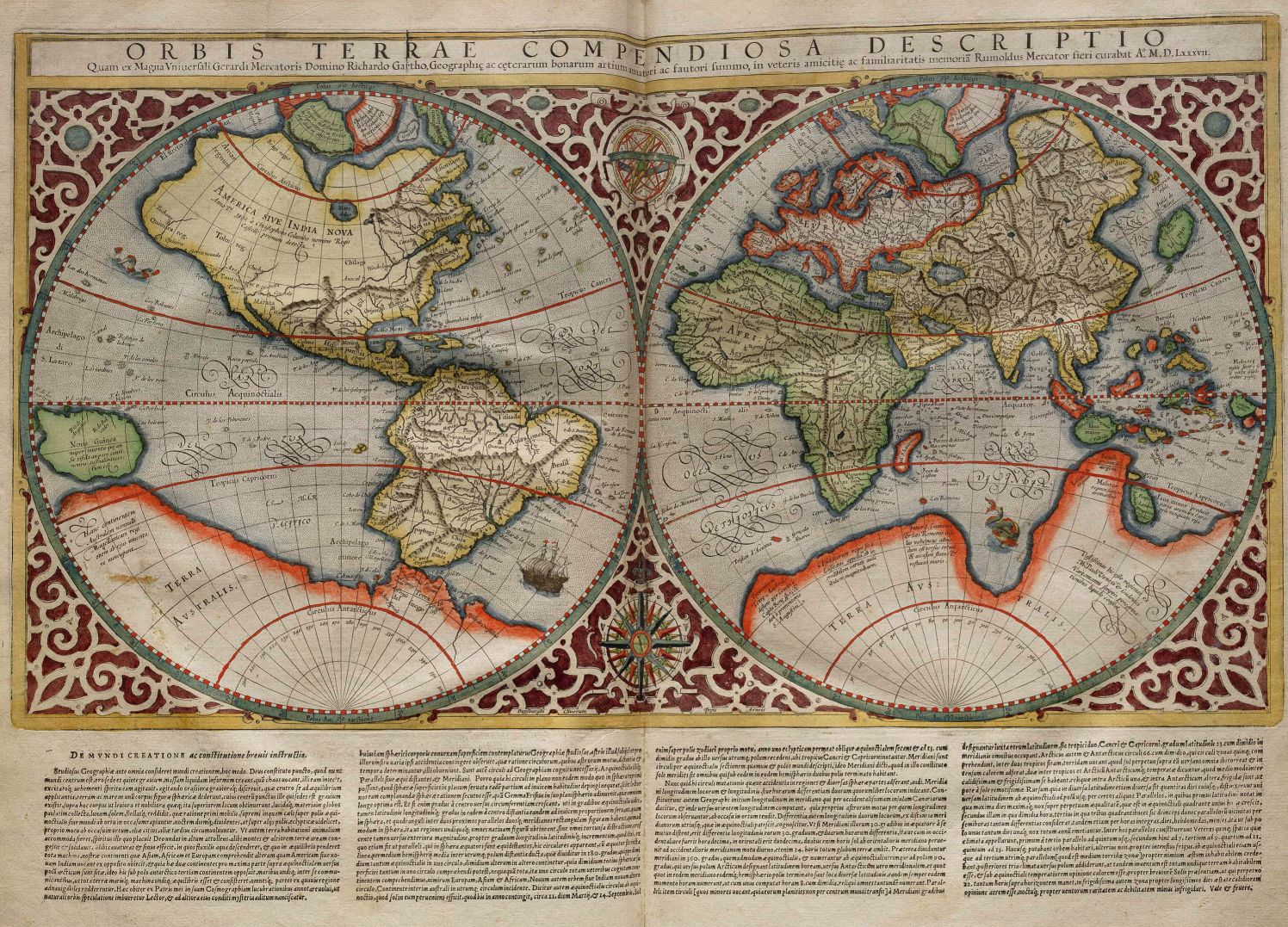
Terra Australis, tal com apareix en un mapa de Rumold Mercator, 1587

Les llegendes de Terra Australis Incognita, una terra desconeguda del Sud, es remunten a l'època romana i abans, i eren habituals en la geografia medieval, encara que no es basaven en cap coneixement documentat del continent. El filòsof grec Aristòtil va especular sobre una gran massa terrestre a l'hemisferi sud, dient: «Ara, ja que hi ha d'haver una regió que tingui la mateixa relació amb el pol sud que el lloc on vivim té al nostre pol...». Les seves idees van ser més tard ampliades per Ptolemeu (segle ii), que creia que les terres de l'hemisferi nord havien d'equilibrar-se amb les terres del sud. La teoria de l'equilibri de la terra ha estat documentada ja al segle V als mapes per Macrobius, que utilitza el terme Australis als seus mapes.
Terra Australis, un continent hipotètic plantejat per primera vegada a l'antiguitat, va aparèixer als mapes entre els segles XV i XVIII. Científics, com Gerardus Mercator (1569) i Alexander Dalrymple fins al 1767 van defensar la seva existència, amb arguments com que hi hauria d'haver una gran massa terrestre al sud com a contrapès a les masses terrestres conegudes a l'hemisferi nord. Les representacions cartogràfiques del continent austral als segles XVI i principis del XVII, com era d'esperar per a un concepte basat en conjectures tan abundants i dades mínimes, variaven enormement d'un mapa a un altre; en general, el continent es va reduir a mesura que es reinterpretaven les ubicacions potencials. En el seu més gran, el continent incloïa la Terra del Foc, separada d'Amèrica del Sud per un petit estret; Nova Guinea; i el que s'anomenaria Austràlia.

### Exploració europea

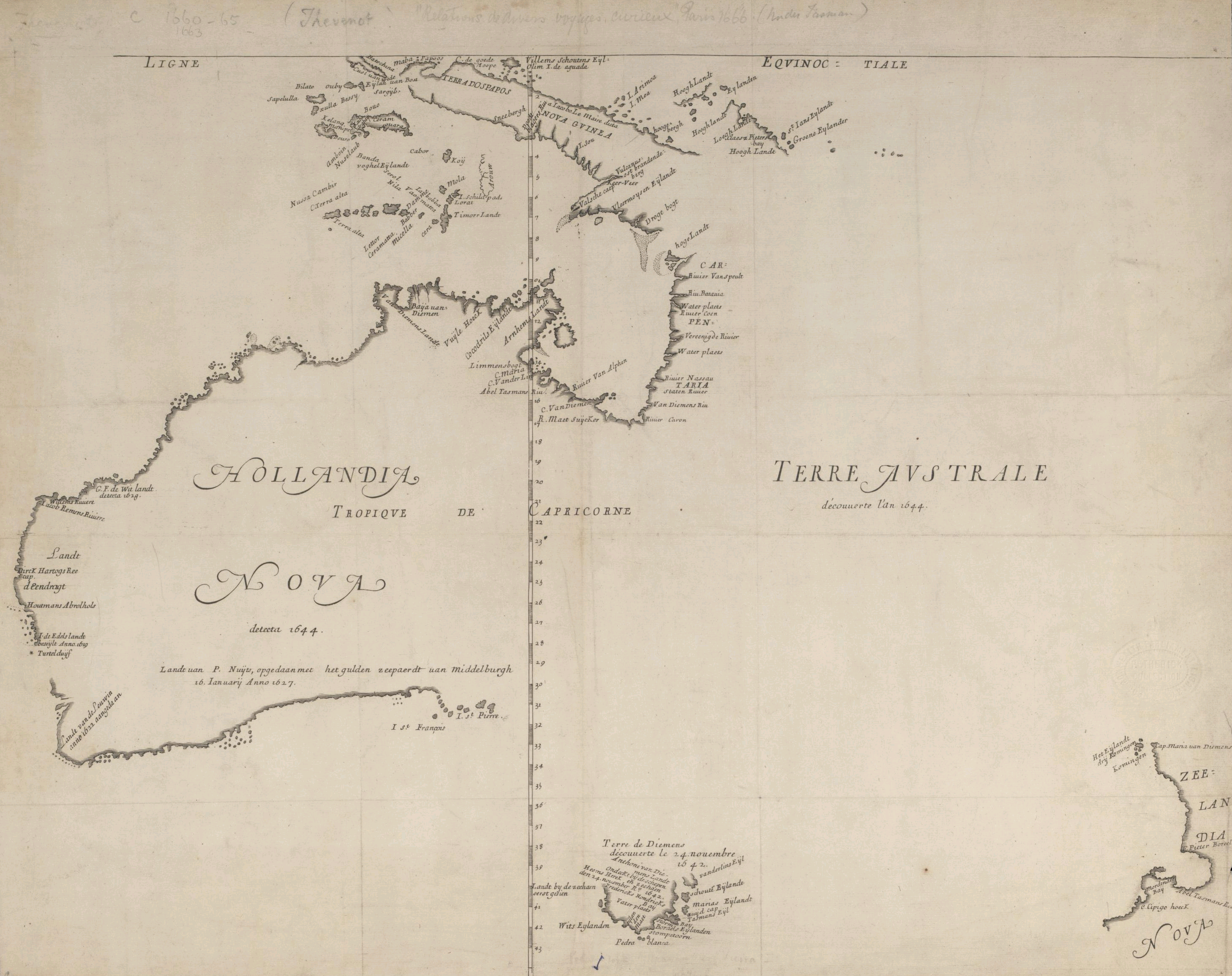
Un mapa típic de l'edat d'or de la cartografia holandesa, imprès a París, 1663

El 1606 el navegant holandès Willem Janszoon va fer la primera visió europea documentada i el desembarcament al continent d'Austràlia a la península del cap de York. L'explorador holandès Abel Janszoon Tasman va circumnavegar i va aterrar a parts de la costa continental australiana i va descobrir la Terra de Van Diemen (ara Tasmània), Nova Zelanda el 1642 i les illes Fiji. Va ser el primer explorador europeu conegut que va arribar a aquestes illes.
En la recerca de Terra Australis, les exploracions espanyoles del segle xviii, com l'expedició encapçalada pel navegant portuguès Pedro Fernández de Quirós, van descobrir els arxipèlags de Pitcairn i Vanuatu, i van navegar per l'estret de Torres entre Austràlia i Nova Guinea, que porta el nom del navegant Luis Vaes de Torres, que va ser el primer europeu a explorar l'estret. Quan els europeus van arribar per primera vegada, els habitants de Nova Guinea i les illes properes, les tecnologies de les quals incloïen eines d'os, fusta i pedra, tenien un sistema agrícola productiu. El 1660, els holandesos van reconèixer la sobirania del sultà de Tidore sobre Nova Guinea. Els primers europeus coneguts que van albirar Nova Guinea probablement van ser els navegants portuguesos i espanyols que navegaven al Pacífic Sud a principis del segle xvi.
El 23 d'abril de 1770 l'explorador britànic James Cook va fer la seva primera observació directa registrada d’indígenes australians a l'illa Brush prop de Bawley Point. El 29 d'abril, Cook i la tripulació van tocar terra per primera vegada al continent del continent en un lloc conegut ara com la península de Kurnell. És aquí on James Cook va fer el primer contacte amb una tribu aborigen coneguda com els Gweagal, a qui va disparar i en va ferir un. La seva expedició es va convertir en els primers europeus registrats que van trobar la costa oriental d'Austràlia. El capità Arthur Phillip va dirigir la Primera Flota d'11 vaixells i uns 850 condemnats a Sydney el 26 de gener de 1788. Aquesta havia de ser la ubicació de la nova colònia. Phillip va descriure Sydney Cove com sens dubte el millor port del món.

### Història moderna
El 1883, la Colònia de Queensland va intentar annexionar-se la meitat sud de l'est de Nova Guinea, però el govern britànic no ho va aprovar. La Commonwealth d'Austràlia va néixer quan la Constitució Federal va ser proclamada pel governador general, Lord Hopetoun, l'1 de gener de 1901. A partir d'aquest moment va entrar en funcionament un sistema de federalisme a Austràlia, que va suposar l'establiment d'un govern nacional completament nou (el govern de la Commonwealth) i una divisió de poders contínua entre aquest govern i els Estats. Amb l'encoratjament de Queensland, el 1884, s'havia proclamat un protectorat britànic sobre la costa sud de Nova Guinea i les seves illes adjacents. La Nova Guinea Britànica es va annexionar definitivament el 1888. La possessió es va posar sota l'autoritat de la Commonwealth d'Austràlia recentment federada el 1902 i amb l'aprovació de l'Acta de Papua de 1905, Nova Guinea Britànica es va convertir en el Territori australià de Papua, amb una administració formal australiana que va començar el 1906.

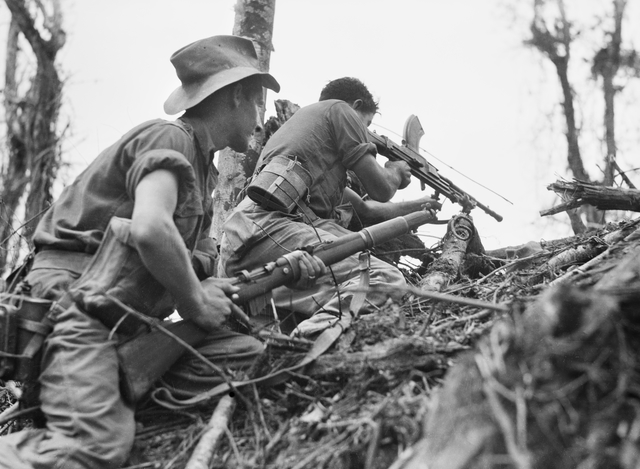
Un equip de metralladores lleugeres australià en acció prop de Wewak, Papua Nova Guinea, el juny de 1945

El bombardeig de Darwin el 19 de febrer de 1942 va ser l'atac més gran maig realitzat per una potència estrangera a Austràlia. En un esforç per aïllar Austràlia, els japonesos van planejar una invasió marítima de Port Moresby, al territori australià de Nova Guinea. Entre juliol i novembre de 1942, les forces australianes van rebutjar els intents japonesos sobre la ciutat per la pista de Kokoda, a les terres altes de Nova Guinea. La batalla de Buna-Gona, entre novembre de 1942 i gener de 1943, va marcar el to de les amargues etapes finals de la campanya de Nova Guinea, que va persistir fins al 1945. Les ofensives a Papua i Nova Guinea de 1943–44 van ser la sèrie més gran d'operacions connectades maig realitzades per les forces armades australianes.
Després de l'inici de les reformes el 1998 a Indonèsia, Papua i altres províncies indonesies van rebre una major autonomia regional. L'any 2001 es va concedir l'estatus d'"Autonomia especial" a la província de Papua, tot i que fins ara, la implementació ha estat parcial i sovint criticada. La regió va ser administrada com una única província fins al 2003, quan es va dividir en les províncies de Papua i Papua Occidental. Les eleccions de 1972 van donar lloc a la formació d'un ministeri encapçalat pel ministre en cap Michael Somare, que es va comprometre a conduir el país cap a l'autogovern i després cap a la independència. Papua Nova Guinea es va autogovernar l'1 de desembre de 1973 i va aconseguir la independència el 16 de setembre de 1975. El país es va unir a les Nacions Unides (ONU) el 10 d'octubre de 1975.
La migració va portar per primera vegada a Austràlia un gran nombre d'europeus del sud i centre. Un fulletó del govern de 1958 assegurava als lectors que es necessitaven migrants no britànics no qualificats per "treballar en projectes difícils... feina que no és generalment acceptable per als treballadors australians o britànics". Austràlia va lluitar al costat de la Gran Bretanya a les dues guerres mundials i es va convertir en un aliat de llarga data dels Estats Units quan va ser amenaçada per l'Imperi Japonès durant la Segona Guerra Mundial. El comerç amb Àsia va augmentar i un programa d'immigració de postguerra va rebre més de 6,5 milions de migrants de tots els continents. Amb el suport de la immigració de persones de més de 200 països des del final de la Segona Guerra Mundial, la població va augmentar a més de 23 milions el 2014.

## Estadístiques
El continent té uns 7,6 milions de km² d'àrea i més de 19 milions d'habitants (2001). Aquestes xifres inclouen només el continent sense illes al voltant del continent central.